# Török–portugál háború (1580–89)
Az 1580-89-es portugál-oszmán háború a Portugál Királyság és az Oszmán-török Birodalom konfliktusa az Indiai-óceánon.
1557-ben a portugálok változó eredményű harcok után végül alulmaradtak az oszmán-törökökkel szemben Afrikában, s utána sem következett béke a két ország között, egészen I. Szulejmán haláláig. 1578-ban I. Sebestyén portugál király expedíciót vezetett Marokkóba, de az alcázarquiviri csatában súlyos vereséget szenvedett, ahol eltűnt. A portugál trón ezután a spanyol királyra, II. Fülöpre szállt. A spanyolok ekkor hadban álltak a törökökkel a Földközi-tengeren és előbb utóbb várható volt, hogy Portugália is belesodródik a háborúba, ez rövidesen meg is történt.
A török hódítók 1580 után újra az Indiai-óceán felé tekintettek. A spanyolokkal békét kötöttek, s ígéretet tettek, hogy nem nyomulnak tovább Itáliától nyugatra a Földközi-tengeren, ahol annak idején még Korzikát is elfoglalták, de ahol a spanyolok is elvesztették tengeri hatalmukat az angolok elleni háborúban elszenvedett nagy vereség után (1588).
1580-tól a törökök portugál hajókat (kereskedő és hadihajókat) támadtak meg, s ezekkel a portyázásokkal kezdődött a konfliktus, mely öt év múlva már nyílt háborúvá változott. 1585-ben Mirali bég elfoglalta az kelet-afrikai portugál területeken Muqdishu, Barava és Dzsumbó városokat. Ennek hatására a mombasai fejedelem alávetette magát és országát a török szultánnak.
1586-ban a part menti városok sorra elestek, a portugálok csak Patta és Malindi alól tudták visszaverni az oszmán-törököket.
Az arab partok déli részén még egy portugál flottát semmisítettek meg teljesen a törökök (1588), majd egy másikat a Mombasa folyóba szorítottak be (1589).
A török uralom és az azt támogató zsarnok uralkodók ellen azonban fellázadtak a négerek, amellyel szemben a török tehetetlen volt, s pártfogoltjainak államai és a hajóhad is odaveszett, ezzel kiszorultak az Indiai-óceán vizeiről. Ebben a háborúban tehát egyik fél sem győzött.
Portugália gyarmati hatalma a vereség után meggyengült, és később fokozatosan elvesztette ázsiai és afrikai területeit a hollandokkal és az angolokkal szemben.